# HD 104067 b
HD 104067 b 또는 HIP 58451 b는 K형 주계열성 HD 104067을 도는 외계 행성으로 까마귀자리 방향으로 지구로부터 약 68 광년 떨어진 곳에 있다. 이 행성의 최소 질량은 목성의 6분의 1 수준이며 항성으로부터 0.26 AU 떨어져 55.8 일에 1회 공전한다. 다른 외계 행성들과 마찬가지로 이 행성의 궤도경사각은 밝혀져 있지 않으며 거기에 궤도 이심률까지 불명확하다(대부분의 외계 행성들은 이심률 값은 확인되었다). 이 행성은 2009년 10월 19일 HARPS로 동시에 발견한 30개 외계 행성들 중 하나이다. b는 까마귀자리 영역에서 발견된 최초의 외계 행성이기도 하다.
좌표:  11h 59m 10.0100s, −20° 21′ 13.609″